# Podogaster coarctatus
Podogaster coarctatus är en stekelart som beskrevs av Gaspard Auguste Brullé 1846. Podogaster coarctatus ingår i släktet Podogaster och familjen brokparasitsteklar. Inga underarter finns listade i Catalogue of Life.